# Абеле, Гайда
Гайда Абеле (латыш. Gaida Ābele), в советский период Гайда Теодоровна Абеле (урождённая Элксне; 31 января 1931, Рига — 15 июля 2023, Аллажская волость) — советский латвийский ботаник, доктор биологических наук, заслуженный ботаник, доцент Латвийского университета. Эмеритированный доктор (Dr. emeritus).

## Биография
Родилась 31 января 1931 года в Риге в семье армейского печатника капрала Теодора Элкшня и актрисы, режиссёра, основателя Студенческого театра Латвийского университета Эльвиры-Лины. Училась в начальной школе имени Кришьяниса Барона в Риге, а в 1950 году окончила Вторую Рижскую среднюю школу. С 1950 по 1955 год училась на биологическом факультете Латвийского государственного университета. После окончания университета начала работать ассистентом на кафедре ботаники биологического факультета под руководством профессора Паула Галениекса и в течение трех лет (1956—1959) продолжала обучение в аспирантуре биологического факультета.
В 1969 году защитила кандидатскую диссертацию:
- Разнотравные типы леса в южной части земгальской равнины : Латвийская ССР : диссертация … кандидата биологических наук : 03.00.00. — Рига, 1969. — 192 с. : ил. + Прил. (120 с.: ил.).

В 1959 году была избрана старшим преподавателем, а в 1971 году — доцентом. В 1994 году вышла на пенсию.
Скончалась 15 июля 2023 года. Похоронена на кладбище Стивери Аллажской волости.

## Научная деятельность
Гайда Абеле научные интересы были в области исследования сосудистой флоры и растительности Латвии, специалист по научным основам охраны природы.
Работая на кафедре ботаники биологического факультета Латвийского университета, доцент Абеле читала лекции, руководила лабораторными работами и летней практикой студентов-биологов и географов по систематике высших растений, географии растений, геоботанике, лесоведению и сохранению флоры Латвии. Абеле была руководителем и рецензентом многих дипломных работ. Внесла большой вклад в обеспечение студентов учебниками и учебными пособиями. Абеле является соавтором книг «Систематика высших растений», изданной в 1973 году, и «Практика морфологии и систематики высших растений», изданной в 1982 году, а также многих других учебных материалов. Участвовала в составлении серии статей «Хорология Флоры Латвийской ССР», опубликовала свои открытия редких и новых видов в издании «Редкие растения и животные». Для «Балтийской флоры» Г. Абеле работала над следующими семействами: санталовые (Santalaceae R. Brown), зверобойные (Hypericaceae A.L. Juss.) и скабиозовые (кроме незабудок) (Boraginaceae A.L. Juss.).
Гайда Абеле руководила учебными экспедициями студентов биологического факультета в биосферный заповедник Аскания-Нова на Украине, в Германской Демократической Республике, Чехословакии и др. Абеле участвовала в исследованиях флоры и растительности особо охраняемых территорий в Латвии, особенно в Гауйском национальном парке, его заповеднике Нурмизи и заповеднике Крусткални. Вместе со своим учеником И. Миезите она написала монографию «Заповедник Крусткални», опубликованную в серии о латвийских заповедниках при поддержке программы ЮНЕСКО «Человек и биосфера».
Абеле писала в популярных журналах о важности охраны природы, выступала с лекциями, участвовала в проектах по охране природы в Аллажской волости и Сигулдском районе. C 1954 года была членом Латвийского ботанического общества, членом Научного общества Латвийской ССР и многолетним председателем секции охраны флоры Общества охраны природных и исторических памятников. Была организатором ежегодного сборника «Редкие растения и животные».
Гербарий папоротников и цветковых растений, собранных Гайдой Абеле, хранится в Гербарии Музея Латвийского университета.
В 1987 году Президиум Верховного Совета Латвийской ССР присвоил доценту Г. Абеле звание «Заслуженный работник охраны природы Латвийской ССР». В 2015 году удостоена звания Заслуженного деятеля науки Латвии.

## Работы
- Заповедник Крусткалны / Г. Т. Абеле, И. Я. Миезите. — Рига : Зинатне, 1982. — 108 с. : ил.; 22 см. — (Флора охраняемых территорий Латвии).
- Ābele G. Piezīmes par Zemgales līdzenuma dienvidu daļas floru. Botāniskā Dārza Raksti, nr. 17. Rīga, 1961.
- Ābele G. Mistrāja pētīšanas vēsture Latvijas PSR. Latvijas Universitātes Zinātniskie Raksti, nr. 49. Rīga, 1963.
- Абеле Г. Флористический состав разнотравных типов леса (Heteroherbosa) на Земгальской равнине. Latvijas Universitātes Zinātniskie Raksti, nr.127. Rīga, 1970.
- Langenfelds V., Ozoliņa E., Ābele G. Augstāko augu sistemātika. Rīga, 1973.
- Абеле Г. Охроняемые виды растенийь. Долина реки Гауя. Рига, 1973.
- Ābele G. Piezīmes par Gaujas nacionālā parka Nurmižu rezervāta floru. Mežsaimniecība un Mežrūpniecība, nr. 2. Rīga, 1975.
- Ābele G. Latvijas PSR reto un aizsargājamo augu inventarizācijas metodika. Rīga, 1977.
- Абеле Г., Лимбена Р. Флора заповедной зоны «Нурмижи». Флора и растительность Латвийской ССР. Северо-восточный геоботанический район. Рига, 1979.
- Ābele G. Jaunzema herbārijs. Retie augi un dzīvnieki. Rīga, 1980.
- Ābele G. Jaunas cietpaparžu — Polystichum Roth — atradnes Latvijā. Retie augi un dzīvnieki. Rīga, 1981.
- Ābele G. Raiņa herbārijs. Raiņa gadagrāmata ’81. Rīga, 1981.
- Ābele G. Republikas aizsargājamie augi un to aizsardzības veidi. Latvijas PSR floras aizsardzības problēmas. Rīga, 1981.
- Ābele G., Piterāns A. Augstāko augu morfoloģijas un sistemātikas praktikums. Rīga, 1982.
- Абеле Г. , Миезите И. Заповедник Крусткалны. Флора и растительность охраняемых территорий Латийской ССР. Рига, 1982.
- Ābele G. Orhideju pļava Daugavgrīvā. Retie augi un dzīvnieki. Rīga, 1983.
- Ābele G. Jaunas aizsargājamu augu atradnes Ventspils rajona Stiklu apkārtnē. Retie augi un dzīvnieki. Rīga, 1984.
- Ābele G. Krustkalnu rezervāta flora un veģetācija. Mežsaimniecība un Mežrūpniecība, nr. 3. Rīga, 1984.
- Ābele G., Jasjukēviča B. Lakšu — Allium ursinum L. — atradnes Limbažu rajonā. Retie augi un dzīvnieki. Rīga, 1987.
- Абеле Г. , Лаиме Б. Проблемы охраны флоры в Цесиском районе. Latvijas Lauksaimniecības Universitātes Raksti, nr.242. 1987.